# Miguel de Imericia
Miguel (en georgiano: მიქელი, Mik'el; fallecido en 1329) fue rey de Imericia o Georgia Occidental desde 1327 hasta 1329.
Miguel era hijo del rey georgiano David VI Narin y su esposa, Tamar Amanelisdze, o de una princesa bizantina de la dinastía de los Paleólogos. En el último caso, Miguel podría haber recibido el nombre de su antepasado bizantino, el emperador Miguel VIII Paleólogo. Miguel se opuso a la adhesión de su hermano mayor, Constantino I, a la muerte de su padre en 1293. En una guerra intestina posterior, Miguel tomó el control de las provincias de Racha, Lechkhumi y Argveti. El conflicto continuó hasta 1327, cuando Miguel sucedió a su hermano como rey de Imericia, aunque había reclamado el título antes, como en la carta de 1326 que sancionaba un pago de reparación (sasiskhlo, un equivalente georgiano del wergeld anglosajón y escandinavo) por un tal Gogitashvili a la familia Mikeladze.
Miguel trató de volver a subyugar a la corona a los grandes nobles y dinastías provinciales (eristavi), que habían afirmado una mayor autonomía para sí mismos durante el reinado de Constantino I. Sus esfuerzos tuvieron un éxito limitado; todo lo que pudo lograr fue la promesa de los eristavi de pagar tributo y proporcionar tropas para un ejército real.
Miguel murió en 1329. Fue sucedido por su hijo, Bagrat I, quien, debido a su minoría, nunca se sentó firmemente en el trono de Imericia y fue reducido a la posición de duque vasallo por el resurgimiento del rey de Georgia Oriental, Jorge V «el Brillante», en 1330.